# Verbascum neilreichii
Verbascum neilreichii är en flenörtsväxtart som beskrevs av Heinrich Wilhelm Reichardt. Verbascum neilreichii ingår i släktet kungsljus, och familjen flenörtsväxter. Inga underarter finns listade i Catalogue of Life.